# Дебрицы (Смоленская область)
Дебрицы — деревня в Смоленском районе Смоленской области России. Входит в состав Новосельского сельского поселения. 
Расположена в западной части области в 21 км к северо-западу от Смоленска, в 3 км юго-западнее автодороги Р133 Смоленск — Невель. В 11 км южнее деревни расположена железнодорожная станция Куприно на линии Смоленск — Витебск. 

## История
В годы Великой Отечественной войны деревня была оккупирована гитлеровскими войсками в июле 1941 года, освобождена в сентябре 1943 года. 